# Robert Fisher
Robert Fisher (Long Beach, California, 21 de septiembre de 1922 - 19 de septiembre de 2008), conocido en el medio del espectáculo (cine, televisión y teatro) como Bob Fisher, fue un autor estadounidense de origen alemán, autor de guiones de comedia en el cine, de obras de teatro , musicales y de libros de motivación y autoayuda. A los 19 años comenzó a escribir guiones para cómicos de la talla de Groucho Marx, Lucille Ball, Bob Hope, George Burns o Alan King. Fue receptor y autor de más de 400 programas radiofónicos de comedia y cerca de 1200 programas televisivos. Obtuvo el St. Cristopher Fue encarcelado por tráfico de drogas a los 18 años.

## Guionista cinematográfico
Ha coescrito nueve guiones cinematográficos con su compañero del alma, Arthur Marx. Y obras de teatro que se han estrenado en Nueva York y en Londres.  “The Impossible Years” (Los años imposibles), con Alan King como protagonista. Esta obra estuvo en cartel en Broadway más de año y medio. La última aventura de Fisher y Marx ha sido: Groucho: A Life in Revue (Groucho toda una vida), Según Walter Kerr, una de las cinco mejores obras teatrales neoyorquinas del año. En el año 1987 fue nominado a los premios “Sir Laurence Oliver” por ser la mejor comedia de la escena londinense.
Su última aventura musical se atrevió con los vagabundos y la tituló We Can Make It (Nosotros podemos) producida por Fisher y por Ulla Anneli. Las críticas han sido excepcionales y ya se prepara su puesta a punto para su estreno en Broadway. En los 52 años que llevaba escribiendo, Robert Fisher, se convirtió en una leyenda. Falleció el 19 de septiembre de 2008.

### Principales obras
En Latinoamérica, El caballero de la armadura oxidada (novela) fue el número uno indiscutible durante siete meses. Posteriormente Robert Fisher escribió un segundo libro del mismo, El búho que no podía ulular.
El caballero de la armadura oxidada ha sido publicado en español, italiano, chino, portugués, hebreo, alemán, francés, y catalán. En Chile, el Ministro de Educación exigió que todas las bibliotecas tuvieran el libro y recomendó a todas las librerías del país que lo pusieran a la venta.
- El búho que no podía ulular (2005)en la china
- El caballero silencioso y otros relatos (2005)
- El gato que encontró a Dios (2004)
- Mira hacia atrás y ríete (2003)
- El caballero de la armadura oxidada (1993)

### Obras que ha producido o dirigido
- Coproductor, con Arthur Marx, la serie de TV "the Mickey Rooney Show"
- Coproductor en Broadway, con Arthur Alsberg, "Happiness is just a Little Thing Called Rolls
- Director de la obra "My Daughter is Rated X," escrita con Groucho Marx. La obra consiguió cuatro de los siete premios "Straw Hat", que son los equivalentes en la época estival a los premios Tony de teatro.
- Director de numerosas compañías de teatro en Nueva York de la exitosa obra Groucho: A Life in Review, escrita por él mismo y con Arthur Marx.

Entre sus proyectos se encontraba la preparación del guion cinematográfico El caballero de la armadura oxidada, The Cowboy and the Angel y The Clown of Durbinshire, siendo en los dos últimos coautor con Beth Kelly.

## El caballero de la armadura oxidada
Su primer libro fue El caballero de la armadura oxidada, en la línea de los libros de motivación y autoayuda, formó parte de una serie, al lado de El caballero silencioso y otros relatos, El búho que no podía ulular y El gato que encontró a Dios (escritos todos en colaboración con Kelly beth). El autor transmitió, en estas obras, una visión optimista y constructiva de las potencialidades del ser humano e impulsaba al lector, a través del legado que recoge, hacia uno de los viajes más importantes que pueden hacerse a lo largo de la vida: el del descubrimiento de las propias capacidades y limitaciones, así como la búsqueda de las posibles soluciones para superarlas. Su continuación es el libro ¨El regreso del caballero de la armadura oxidada¨